# Polisportiva AZ Picerno 2018-2019
Questa voce raccoglie le informazioni riguardanti l'A.S.D. Polisportiva AZ Picerno nelle competizioni ufficiali della stagione 2018-2019.

## Stagione
Nella stagione 2018-2019 il Picerno disputa e vince il girone H del campionato di Serie D, ha raccolto 81 punti con il primo posto, al secondo posto con 75 punti giunge l'Audace Cerignola. La squadra rossoblù affidata al tecnico Domenico Giacomarro nel girone di andata ha ottenuto 39 punti e 42 nel girone di ritorno. Ha avuto anche una penalizzazione di 3 punti, che non hanno influito sulla promozione diretta in Serie C, così per la prima volta nella sua storia il Picerno agguanta il terzo livello del calcio nazionale. Le 67 reti realizzate nel torneo dal Picerno sono state ben plasmate, infatti Emanuele Santaniello con 13 reti è stato il miglior realizzatore dei lucani, ma hanno fatto molto bene anche Emmanuele Tedesco con 12 centri e Emmanuele Esposito con 11 reti, mentre il più presente in campionato con 32 presenze su 34 incontri, è stato l'ucraino Tanasly Kosovan, che ha pure firmato 10 reti.

## Divise e sponsor
Lo sponsor tecnico per la stagione 2018-2019 è Givova, mentre lo sponsor ufficiale è Edinvest.
La divisa di casalinga presenta un motivo palato rossoblù con maniche blu e finiture rosse e con calzoncini e calzettoni blu.
La divisa da trasferta è un completo bianco sul quale è posta orizzontalmente una fascia rossa e blu. Il colletto è blu, mentre le maniche sono bianche con bordi rossi. I calzoncini e i calzettoni sono bianchi.
| Casa | Trasferta |

## Rosa
| N. |                       | Ruolo | Calciatore           |
| -- | --------------------- | ----- | -------------------- |
|    | Italia (bandiera)     | P     | Jacopo Coletta       |
|    | Italia (bandiera)     | P     | Luigi Donnaianna     |
|    | Portogallo (bandiera) | P     | Rodrigo Fonseca      |
|    | Italia (bandiera)     | P     | Antonino Fusco       |
|    | Italia (bandiera)     | D     | Gianmarco Bassini    |
|    | Italia (bandiera)     | D     | Aldo Caiazza         |
|    | Italia (bandiera)     | D     | Gennaro Cesarano     |
|    | Italia (bandiera)     | D     | Simone D'Alessandro  |
|    | Italia (bandiera)     | D     | Alessandro De Santis |
|    | Italia (bandiera)     | D     | Amilcare Fiumara     |
|    | Italia (bandiera)     | D     | Francesco Fontana    |
|    | Italia (bandiera)     | D     | Vincenzo Imbriola    |
|    | Italia (bandiera)     | D     | Andrea Impagliazzo   |
|    | Italia (bandiera)     | D     | Giacomo Ligorio      |
|    | Italia (bandiera)     | D     | Nicolò Sanna         |
|    | Italia (bandiera)     | D     | Michele Spinelli     |
|    | Italia (bandiera)     | D     | Emanuele Tipaldi     |
|    | Italia (bandiera)     | D     | Emilio Vanacore      |
|    | Italia (bandiera)     | C     | Francesco Agresta    |

| N. |                           | Ruolo | Calciatore                    |
| -- | ------------------------- | ----- | ----------------------------- |
|    | Italia (bandiera)         | C     | Alessandro Catalano           |
|    | Italia (bandiera)         | C     | Alessio Cerase                |
|    | Italia (bandiera)         | C     | Marco Conte                   |
|    | Italia (bandiera)         | C     | Davide Corso                  |
|    | Italia (bandiera)         | C     | Carmine Cristiano             |
|    | Italia (bandiera)         | C     | Francesco Grieco              |
|    | Italia (bandiera)         | C     | Giuseppe Ianniello            |
|    | Costa d'Avorio (bandiera) | C     | Soumahoro Aboubacar Langone   |
|    | Italia (bandiera)         | C     | Sabatino Lordi                |
|    | Italia (bandiera)         | C     | Francesco Pitarresi           |
|    | Gambia (bandiera)         | C     | Boubacar Sambou               |
|    | Italia (bandiera)         | C     | Antonio Sgovio                |
|    | Italia (bandiera)         | A     | Souleymane Camara             |
|    | Italia (bandiera)         | A     | Emmanuele Esposito (capitano) |
|    | Italia (bandiera)         | A     | Mattia Gallon                 |
|    | Ucraina (bandiera)        | A     | Tanasiy Kosovan               |
|    | Italia (bandiera)         | A     | Matteo Prandelli              |
|    | Italia (bandiera)         | A     | Emanuele Santaniello          |
|    | Italia (bandiera)         | A     | Emmanuele Tedesco             |

## Calciomercato

### Sessione estiva (dall'1/7 al 31/8)
| Acquisti | Acquisti             | Acquisti       | Acquisti   |
| R.       | Nome                 | da             | Modalità   |
| -------- | -------------------- | -------------- | ---------- |
| P        | Jacopo Coletta       |                | svincolato |
| P        | Luigi Donnaianna     |                | svincolato |
| P        | Rodrigo Fonseca      | Team Ticino    | svincolato |
| P        | Antonino Fusco       |                | svincolato |
| D        | Gianmarco Bassini    | Monticelli     | svincolato |
| D        | Gennaro Cesarano     | Benevento      | svincolato |
| D        | Simone D'Alessandro  | Cassino        | svincolato |
| D        | Alessandro De Santis | Borgosesia     | svincolato |
| D        | Amilcare Fiumara     | Pineto         | svincolato |
| D        | Francesco Fontana    | Igea Virtus    | svincolato |
| D        | Giacomo Ligorio      | San Severo     | svincolato |
| D        | Nicolò Sanna         | Cagliari       | svincolato |
| D        | Emanuele Tipaldi     | Scalea         | svincolato |
| D        | Emilio Vanacore      | Nocerina       | svincolato |
| C        | Marco Conte          | Granata 1924   | svincolato |
| C        | Francesco Grieco     |                | svincolato |
| C        | Giuseppe Ianniello   | Sestri Levante | svincolato |
| C        | Sabatino Lordi       | Acireale       | svincolato |
| A        | Souleymane Camara    | San Severo     | svincolato |
| A        | Tanasiy Kosovan      | Igea Virtus    | svincolato |
| A        | Matteo Prandelli     | Lupa Roma      | svincolato |
| A        | Boubacar Sambou      |                | svincolato |
| A        | Emanuele Santaniello | Team Altamura  | svincolato |
| A        | Emanuele Tedesco     | Carpi          | svincolato |

| Cessioni | Cessioni            | Cessioni       | Cessioni      |
| R.       | Nome                | a              | Modalità      |
| -------- | ------------------- | -------------- | ------------- |
| P        | Raffaele Ioime      | Matera         | svincolato    |
| P        | Giuseppe Pinto      | Melfi          | prestito      |
| P        | Nicola Romaniello   |                | svincolato    |
| D        | Antonio Caponero    | Fidelis Andria | fine prestito |
| D        | Gaetano Carrieri    |                | svincolato    |
| D        | Maurizio Cosentino  | Ascoli         | svincolato    |
| D        | Antonello Giordano  | FC Francavilla | svincolato    |
| D        | Davide La Gioia     |                | svincolato    |
| D        | Giuseppe Lolaico    |                | fine carriera |
| D        | Rocco Sinisgalli    | Potenza        | fine prestito |
| C        | Francesco Barbaro   |                | svincolato    |
| C        | Damiana Claps       | Potenza        | fine prestito |
| C        | Antonio Crucitti    | Cittanovese    | svincolato    |
| C        | Roberto Franzese    | Savoia         | svincolato    |
| C        | Alex Matinata       |                | svincolato    |
| C        | Angelo Salcino      | Vultur Rionero | svincolato    |
| A        | Roberto Esposito    | Levico         | svincolato    |
| A        | Cristofaro Morra    | Lecce          | fine prestito |
| A        | Francesco Palladino | Vultur Rionero | svincolato    |
| A        | Giacomo Romano      | Levico         | svincolato    |

### Operazioni successive alla sessione estiva
| Acquisti | Acquisti | Acquisti | Acquisti |
| R.       | Nome     | da       | Modalità |
| -------- | -------- | -------- | -------- |

| Cessioni | Cessioni         | Cessioni | Cessioni   |
| R.       | Nome             | a        | Modalità   |
| -------- | ---------------- | -------- | ---------- |
| A        | Matteo Prandelli | Anzio    | svincolato |

### Sessione di dicembre(dall'1/12 al 17/12)
| Acquisti | Acquisti         | Acquisti         | Acquisti   |
| R.       | Nome             | da               | Modalità   |
| -------- | ---------------- | ---------------- | ---------- |
| D        | Michele Spinelli | Campobasso       | svincolato |
| C        | Alessio Cerase   | Olympia Agnonese | svincolato |
| A        | Mattia Gallon    | Castrovillari    | svincolato |

| Cessioni | Cessioni          | Cessioni | Cessioni   |
| R.       | Nome              | a        | Modalità   |
| -------- | ----------------- | -------- | ---------- |
| P        | Rodrigo Fonseca   |          | svincolato |
| D        | Vincenzo Imbriola | Savoia   | svincolato |
| D        | Nicolò Sanna      | Latina   | svincolato |
| D        | Emanuele Tipaldi  | Nocerina | svincolato |
| C        | Francesco Grieco  |          | svincolato |
| C        | Antonio Sgovio    |          | svincolato |

### Sessione invernale(dall'1/1 al 31/1)
| Acquisti | Acquisti            | Acquisti           | Acquisti   |
| R.       | Nome                | da                 | Modalità   |
| -------- | ------------------- | ------------------ | ---------- |
| D        | Aldo Caiazza        | Potenza            | prestito   |
| C        | Alessandro Catalano | Virtus Francavilla | prestito   |
| C        | Davide Corso        | Matera             | svincolato |
| C        | Carmine Cristiano   |                    | svincolato |

| Cessioni | Cessioni | Cessioni | Cessioni |
| R.       | Nome     | a        | Modalità |
| -------- | -------- | -------- | -------- |

## Risultati

### Serie D

#### Girone di andata
| Arbitro: | Pascariello (Lecce) |

|                      |           |  |
| Santaniello 10’, 35’ | Marcatori |  |

| Arbitro: | Baratta (Rossano) |

|              |           |                                |
| Poziello 17’ | Marcatori | 79’ E. Tedesco 85’ Santaniello |

| Arbitro: | Milone (Taurianova) |

|                                                                   |           |                                                                   |
| Santaniello 11’ E. Esposito 42’ (rig.), 54’ Kosovan 57’, 65’, 81’ | Marcatori | 14’ Nadarević 16’ Diop 26’ Tuttisanti 56’ Montaldi 84’ Colombatti |

| Arbitro: | Restaldo (Ivrea) |

|  |           |                                                |
|  | Marcatori | 30’, 84’ Santaniello 48’ Lordi 63’ E. Esposito |

| Arbitro: | Centi (Viterbo) |

|                                |           |                                        |
| Santaniello 43’ E. Tedesco 86’ | Marcatori | 22’ Ferrante 54’ Gagliardi 67’ Palazzo |

| Arbitro: | Giaccaglia (Jesi) |

|                              |           |  |
| Cristaldi 35’ Cipolletta 58’ | Marcatori |  |

| Arbitro: | Di Giovanni (Caserta) |

|                                     |           |  |
| E. Esposito 44’, 62’ Vanacore 45+1’ | Marcatori |  |

| Arbitro: | Vingo (Pisa) |

|  |           |                             |
|  | Marcatori | 39’ Langone 58’ Santaniello |

| Arbitro: | Sicurello (Seregno) |

|                             |           |  |
| E. Esposito 6’ Vanacore 60’ | Marcatori |  |

| Arbitro: | Catanoso (Reggio Calabria) |

|            |           |                 |
| Merkaj 53’ | Marcatori | 12’ Santaniello |

| Arbitro: | Monaco (Termoli) |

|                                       |           |  |
| Langone 19’ E. Tedesco 85’ Sambou 90’ | Marcatori |  |

| Arbitro: | Emmanuele (Pisa) |

|             |           |                |
| Grandis 18’ | Marcatori | 67’ E. Tedesco |

| Arbitro: | Di Cicco (Lanciano) |

|  |           |                              |
|  | Marcatori | 29’ E. Tedesco 44’ Pitarresi |

| Arbitro: | Morabito (Taurianova) |

|                                                          |           |  |
| Kosovan 21’ Pitarresi 48’, 59’ E. Tedesco 75’ Gallon 86’ | Marcatori |  |

| Taranto 12 dicembre 2018, ore 14:30 CET 15ª giornata | Taranto        | 0 – 0 | AZ Picerno | Stadio Erasmo Iacovone (4 000 spett.)\| Arbitro: \| Caldera (Como) \| |
| Arbitro:                                             | Caldera (Como) |       |            |                                                                       |

| Arbitro: | Nicolini (Brescia) |

|                                                                 |           |            |
| E. Esposito 17’ E. Tedesco 28’ Langone 43’ Pitarresi 88’ (rig.) | Marcatori | 31’ Foggia |

| Arbitro: | Arena (Torre del Greco) |

|              |           |                             |
| Montrone 81’ | Marcatori | 29’ Vanacore 69’ E. Tedesco |

#### Girone di ritorno
| Torre Annunziata 6 gennaio 2019, ore 14:30 CET 18ª giornata | Savoia                 | 0 – 0 | AZ Picerno | Stadio Alfredo Giraud (1 000 spett.)\| Arbitro: \| Delrio (Reggio Emilia) \| |
| Arbitro:                                                    | Delrio (Reggio Emilia) |       |            |                                                                              |

| Picerno 13 gennaio 2019, ore 15:00 CET 19ª giornata | AZ Picerno         | 0 – 0 | Gragnano | Stadio Donato Curcio (600 spett.)\| Arbitro: \| Taricone (Perugia) \| |
| Arbitro:                                            | Taricone (Perugia) |       |          |                                                                       |

| Arbitro: | Galipò (Firenze) |

|                     |           |                    |
| Montaldi 76’ (rig.) | Marcatori | 13’, 90+2’ Kosovan |

| Arbitro: | Frascaro (Firenze) |

|                              |           |                |
| Vanacore 19’ E. Esposito 27’ | Marcatori | 1’ A. Esposito |

| Arbitro: | Piazzini (Prato) |

|  |           |                                    |
|  | Marcatori | 31’ (rig.) Kosovan 33’ E. Esposito |

| Arbitro: | Nana Tchato (Aprilia) |

|               |           |  |
| Pitarresi 49’ | Marcatori |  |

| Arbitro: | Caldera (Como) |

|  |           |                               |
|  | Marcatori | 74’ Caiazza 90+7’ Santaniello |

| Arbitro: | Catallo (Frosinone) |

|                                           |           |  |
| E. Esposito 19’ Kosovan 49’ Pitarresi 83’ | Marcatori |  |

| Arbitro: | M. Rinaldi (Messina) |

|              |           |                             |
| Falivene 49’ | Marcatori | 62’ Esposito 67’ E. Tedesco |

| Arbitro: | Madonia (Palermo) |

|                         |           |             |
| Vanacore 10’ Gallon 77’ | Marcatori | 61’ De Luca |

| Arbitro: | Sicurello (Seregno) |

|  |           |               |
|  | Marcatori | 90+5’ Fontana |

| Arbitro: | Zucchetti (Siena) |

|                        |           |  |
| Santaniello 49’ (rig.) | Marcatori |  |

| Arbitro: | Ubaldi (Roma) |

|                                                     |           |  |
| Santaniello 16’ Pitarresi 57’ (rig.) E. Tedesco 90’ | Marcatori |  |

| Arbitro: | Scarpa (Collegno) |

|  |           |                |
|  | Marcatori | 2’ Santaniello |

| Picerno 18 aprile 2019, ore 15:00 CEST 32ª giornata | AZ Picerno             | 0 – 0 | Taranto | Stadio Donato Curcio\| Arbitro: \| Delrio (Reggio Emilia) \| |
| Arbitro:                                            | Delrio (Reggio Emilia) |       |         |                                                              |

| Arbitro: | Piazzini (Prato) |

|                                      |           |             |
| Loiodice 11’ Lattanzio 57’ Longo 67’ | Marcatori | 29’ Kosovan |

| Arbitro: | Dallapiccola (Trento) |

|                                        |           |                       |
| E. Tedesco 40’, 50’ Kosovan 58’ (rig.) | Marcatori | 65’ Picci 85’ Turitto |

### Poule Scudetto

#### Fase a gironi
| Bari 12 maggio 2019, ore 16:00 CEST Triangolare 3 - 1ª giornata | Bari                      | 0 – 0 | AZ Picerno | Stadio San Nicola (5 160 spett.)\| Arbitro: \| Ferrieri Caputi (Livorno) \| |
| Arbitro:                                                        | Ferrieri Caputi (Livorno) |       |            |                                                                             |

| Arbitro: | Piazzini (Prato) |

|  |           |             |
|  | Marcatori | 77’ De Vena |

### Coppa Italia
| Arbitro: | Meleleo (Casarano) |

|                     |           |  |
| Alfageme 24’, 90+1’ | Marcatori |  |

### Coppa Italia Serie D
| Arbitro: | Rizzello (Casarano) |

|                               |           |  |
| Pitarresi 31’ E. Esposito 36’ | Marcatori |  |

| Arbitro: | Campobasso (Formia) |

|                   |           |                 |
| De Cristofaro 61’ | Marcatori | 35’, 59’ Camara |

| Arbitro: | Grasso (Ariano Irpino) |

|                                |           |                                                     |
| Sambinha 25’ (aut.) Gallon 53’ | Marcatori | 7’ Mbaye Ba 37’ Tedesco 82’ Catalano 90+4’ Cocimano |

## Statistiche

### Statistiche di squadra
| Competizione         | Punti | In casa | In casa | In casa | In casa | In casa | In casa | In trasferta | In trasferta | In trasferta | In trasferta | In trasferta | In trasferta | Totale | Totale | Totale | Totale | Totale | Totale | DR  |
| Competizione         | Punti | G       | V       | N       | P       | Gf      | Gs      | G            | V            | N            | P            | Gf           | Gs           | G      | V      | N      | P      | Gf     | Gs     | DR  |
| -------------------- | ----- | ------- | ------- | ------- | ------- | ------- | ------- | ------------ | ------------ | ------------ | ------------ | ------------ | ------------ | ------ | ------ | ------ | ------ | ------ | ------ | --- |
| Serie D              | 78    | 17      | 14      | 2       | 1       | 42      | 13      | 17           | 11           | 4            | 2            | 25           | 11           | 34     | 25     | 6      | 3      | 67     | 24     | +43 |
| Poule Scudetto       | -     | 1       | 0       | 0       | 1       | 0       | 1       | 1            | 0            | 1            | 0            | 0            | 0            | 2      | 0      | 1      | 1      | 0      | 1      | -1  |
| Coppa Italia         | -     | 0       | 0       | 0       | 0       | 0       | 0       | 1            | 0            | 0            | 1            | 0            | 2            | 1      | 0      | 0      | 1      | 0      | 2      | -2  |
| Coppa Italia Serie D | -     | 2       | 1       | 0       | 1       | 4       | 4       | 1            | 1            | 0            | 0            | 2            | 1            | 3      | 2      | 0      | 1      | 6      | 5      | +1  |
| Totale               | -     | 20      | 15      | 2       | 3       | 46      | 18      | 20           | 12           | 5            | 3            | 27           | 14           | 40     | 27     | 7      | 6      | 73     | 32     | +41 |

### Andamento in campionato
| Giornata  | 1 | 2 | 3 | 4 | 5 | 6 | 7 | 8 | 9 | 10 | 11 | 12 | 13 | 14 | 15 | 16 | 17 | 18 | 19 | 20 | 21 | 22 | 23 | 24 | 25 | 26 | 27 | 28 | 29 | 30 | 31 | 32 | 33 | 34 |
| --------- | - | - | - | - | - | - | - | - | - | -- | -- | -- | -- | -- | -- | -- | -- | -- | -- | -- | -- | -- | -- | -- | -- | -- | -- | -- | -- | -- | -- | -- | -- | -- |
| Luogo     | C | T | C | T | C | T | C | T | C | T  | C  | T  | T  | C  | T  | C  | T  | T  | C  | T  | C  | T  | C  | T  | C  | T  | C  | T  | C  | C  | T  | C  | T  | C  |
| Risultato | V | V | V | V | P | P | V | V | V | N  | V  | N  | V  | V  | N  | V  | V  | N  | N  | V  | V  | V  | V  | V  | V  | V  | V  | V  | V  | V  | V  | N  | P  | V  |
| Posizione | 3 | 1 | 1 | 1 | 2 | 4 | 1 | 1 | 1 | 1  | 1  | 1  | 1  | 1  | 1  | 1  | 1  | 1  | 1  | 1  | 1  | 1  | 1  | 1  | 1  | 1  | 1  | 1  | 1  | 1  | 1  | 1  | 1  | 1  |

Legenda:

Luogo: C = Casa; T = Trasferta. Risultato: V = Vittoria; N = Pareggio; P = Sconfitta.